# Tryckluftsborr

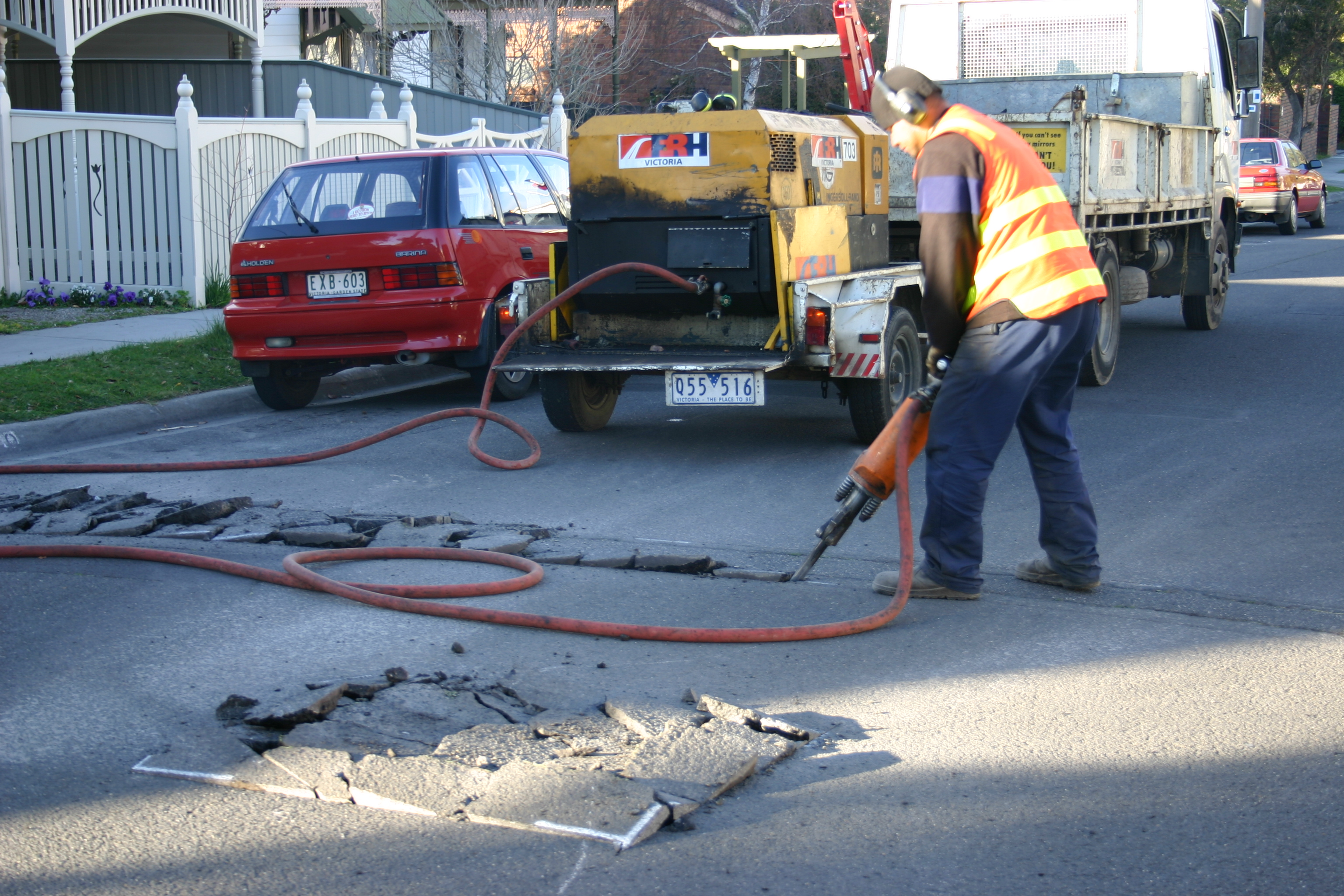
En tryckluftsborr

En tryckluftsborr är en typ av slagborr som drivs med tryckluft. I de flesta fall genereras tryckluften genom en dieseldriven kompressor som ger borren tryckluft via en armerad slang.